# Guanaja
Guanaja è un comune dell'Honduras facente parte del dipartimento di Islas de la Bahía.
Il comune venne istituito il 25 agosto 1887; il territorio comprende l'isola omonima.